# Сублимация
 Тази статия е за понятието от химията.  За психологическото понятие вижте Сублимация (психология).  
Сублимацията (понякога наричан още възпарение) е физичен процес, при който твърдите вещества преминават непосредствено в пари без да преминават през течно състояние. Или иначе казано – твърдото вещество преминава в пари без да се стопи. Чрез охлаждане на парите се получава и крайният продукт – отново веществото в твърдо състояние.
Процесът протича с поглъщане на топлина, която се нарича сублимационна топлина. Тя се изразходва за разкъсването на връзките между частиците на твърдото вещество. Равновесното налягане на парите над сублимиращото вещество се нарича сублимационно налягане. Теоретично всички твърди вещества сублимират.
Такъв е и случаят с йода, който сублимира при нагряване, но не е типичен случай. Типично сублимират вещества, на които тройната точка в диаграмата на състояние е при налягане, по-високо от атмосферното – при 25 °С.
Много често в атмосферата се наблюдава обратния процес, при който става преминаването на водните пари, съдържащи се във въздуха, в твърдо вещества (лед, сняг). Той се осъществява при отрицателни температури на въздуха, когато еластичността на водните пари превишават еластичността на насищане по отношение към повърхността на леда. Сублимация на водните пари може да протече както в атмосферата, така и на земната повърхност и по предметите по нея. В атмосферата водните пари сублимират под формата на замръзнали водни капки, снежинки и някои твърди частици. При температура под -40°С сублимацията на водните пари е възможна по всякакви малки частици, а също и по молекулите на водата. Продукти на сублимацията на водните пари в атмосферата се явяват ледените кристалчета, нарастващи след това в снежинки. По земната повърхност и предметите по нея при сублимация на водните пари се образува слана и скреж. Сублимацията на водните пари в атмосферата играят важна роля в процеса на образуването на облаците и атмосферните валежи.

## Приложение
Сублимацията е метод за разделяне и пречистване на твърдите вещества, но с ограничено приложение. Този метод е приложим, когато разликата между налягането на парите на пречистваното вещество и на примесите е достатъчно голяма – около 60 до 100 Ра. Малко са веществата, които при налягане на морското равнище имат изразени сублимационни свойства. Също така се използва за получаване на изкуствен студ чрез сублимация на сух лед (твърд въглероден двуокис).